# Terza Divisione Piemonte 1928-1929
La Terza Divisione 1928-1929 è stata l'unico livello a carattere regionale del XXIX campionato italiano di calcio. Il suo fine era quello di permettere a tutte quante le società affiliate alla FIGC e non ammesse a partecipare alle divisioni superiori, di poter competere per la promozione in Seconda Divisione 1929-1930.
A organizzare il campionato fu il Direttorio Regionale Piemontese fino alla designazione delle finaliste che avrebbero partecipato alle finali interregionali gestite dal Direttorio Divisioni Inferiori Nord.

## Girone A

### Squadre partecipanti
| Squadra          | Città               |
| ---------------- | ------------------- |
| U.S. Coggiola    | Coggiola (VC)       |
| U.S. Galliatese  | Galliate (NO)       |
| C.S. Juventus    | Gozzano (NO)        |
| U.S. Trecatese   | Trecate (NO)        |
| U.S. Varallese   | Varallo (VC)        |
| U.S. Valle Cervo | Sagliano Micca (VC) |

### Classifica finale
|  | Pos. | Squadra          | Pt | G  | V | N | P | GF | GS | DR |
|  | ---- | ---------------- | -- | -- | - | - | - | -- | -- | -- |
|  | 1.   | Trecatese        | 12 | 10 | 6 | 0 | 4 | 25 | 19 | +6 |
|  | 1.   | Juventus Gozzano | 12 | 10 | 6 | 0 | 4 | 26 | 19 | +7 |
|  | 1.   | Coggiola         | 12 | 10 | 5 | 2 | 3 | 17 | 18 | -1 |
|  | 4.   | Varallese        | 11 | 10 | 5 | 1 | 4 | 19 | 18 | +1 |
|  | 5.   | Valle Cervo      | 7  | 10 | 3 | 1 | 6 | 16 | 24 | -8 |
|  | 6.   | Galliatese       | 6  | 10 | 2 | 2 | 6 | 11 | 16 | -5 |

Legenda:
      Ammesso agli spareggi per il 1º posto.
 Non iscritto la stagione successiva.
Regolamento:
Due punti a vittoria, uno a pareggio, zero a sconfitta.
In caso di pari punti per le squadre fuori dalla zona promozione e retrocessione era in vigore il pari merito. In questo caso si sono giocati gli spareggi per 3 squadre.

### Spareggi ammissione alle finali

#### Classifica finale
|  | Pos. | Squadra          | Pt | G | V | N | P | GF | GS | DR |
|  | ---- | ---------------- | -- | - | - | - | - | -- | -- | -- |
|  | 1.   | Trecatese        | 4  | 2 | 2 | 0 | 0 | 5  | 0  | +5 |
|  | 2.   | Juventus Gozzano | 2  | 2 | 1 | 0 | 1 | 1  | 2  | -1 |
|  | 3.   | Coggiola         | 0  | 2 | 0 | 0 | 2 | 0  | 4  | -4 |

Legenda:
      Ammesso alle finali.
Regolamento:
Due punti a vittoria, uno a pareggio, zero a sconfitta.
|              | Risultati |           | Luogo e data             |
| ------------ | --------- | --------- | ------------------------ |
| Trecatese    | 3 - 0     | Coggiola  | Arona, 3 marzo 1929      |
| Juve Gozzano | 1 - 0     | Coggiola  | Gattinara, 10 marzo 1929 |
| Juve Gozzano | 0 - 2     | Trecatese | Arona, 17 marzo 1929     |
|              |           |           |                          |

## Girone B

### Squadre partecipanti
| Squadra             | Città                  |
| ------------------- | ---------------------- |
| F.C. Carignano      | Carignano (TO)         |
| Michelin S.C.       | Torino                 |
| U.S. Pro Dronero    | Dronero (CN)           |
| G.S. Richard-Ginori | Mondovì-Carassone (CN) |
| F.C. Saluzzo        | Saluzzo (CN)           |
| U.S. Val Pellice    | Torre Pellice (TO)     |

### Classifica finale
|  | Pos. | Squadra        | Pt | G  | V | N | P | GF | GS | DR |
|  | ---- | -------------- | -- | -- | - | - | - | -- | -- | -- |
|  | 1.   | Val Pellice    | 18 | 10 | . | . | . | .. | .. |    |
|  | 2.   | Richard-Ginori | 16 | 10 | . | . | . | .. | .. |    |
|  | 3.   | Michelin       | 10 | 10 | . | . | . | .. | .. |    |
|  | 4.   | Pro Dronero    | 7  | 10 | . | . | . | .. | .. |    |
|  | 5.   | Saluzzo        | 4  | 10 | . | . | . | .. | .. |    |
|  | 6.   | Carignano      | 3  | 10 | . | . | . | .. | .. |    |

Legenda:
      Ammesso alle finali piemontesi.
 Non iscritto la stagione successiva.
Regolamento:
Due punti a vittoria, uno a pareggio, zero a sconfitta.
In caso di pari punti per le squadre fuori dalla zona promozione e retrocessione era in vigore il pari merito.
Due punti di penalizzazione non segnalati.

## Girone C

### Squadre partecipanti
| Squadra              | Città                   |
| -------------------- | ----------------------- |
| U.S. Chivassese      | Chivasso (TO)           |
| G.S. Lancia          | Torino (TO)             |
| G.S. Mazzonis        | Torre Pellice (TO)      |
| U.S. Sandamianese    | San Damiano d'Asti (AT) |
| G.C. Settimesi       | Settimo Torinese (TO)   |
| D.A. S.I.P. (D.A.S.) | Torino                  |

#### Classifica finale
|  | Pos. | Squadra      | Pt | G  | V | N | P | GF | GS | DR |
|  | ---- | ------------ | -- | -- | - | - | - | -- | -- | -- |
|  | 1.   | Chivassese   | 19 | 10 | 9 | 1 | 0 | .. | .. |    |
|  | 2.   | Mazzonis     | 11 | 10 | . | . | . | .. | .. |    |
|  | 3.   | S.I.P.       | 9  | 10 | . | . | . | .. | .. |    |
|  | 4.   | Lancia       | 8  | 10 | . | . | . | .. | .. |    |
|  | 5.   | Settimesi    | 7  | 10 | . | . | . | .. | .. |    |
|  | 6.   | Sandamianese | 6  | 10 | . | . | . | .. | .. |    |

Legenda:
      Ammesso alle finali piemontesi.
 Non iscritto la stagione successiva.
Regolamento:
Due punti a vittoria, uno a pareggio, zero a sconfitta.
In caso di pari punti per le squadre fuori dalla zona promozione e retrocessione era in vigore il pari merito.

### Giornali
- Il Littoriale, quotidiano sportivo consultabile presso l'Emeroteca del CONI, la Biblioteca Nazionale Braidense di Milano, la Biblioteca universitaria di Pavia, la Biblioteca universitaria di Padova e la Biblioteca Nazionale Centrale di Firenze.
- Gazzetta dello Sport, anni 1928 e 1929, consultabile presso le Biblioteche:
  - Biblioteca Civica di Torino;
  - Biblioteca Nazionale Braidense di Milano,
  - Biblioteca Civica Berio di Genova,
  - Biblioteca Nazionale Centrale di Firenze,
  - Biblioteca Nazionale Centrale di Roma.
- Il Biellese, anni 1928 e 1929, consultabile online su giornali del piemonte.it

### Libri
- Luigi Saverio Bertazzoni (a cura di), Annuario italiano del giuoco del calcio, volume II 1928-29 (1929), Modena, F.I.G.C. - Bologna,  p. 272, Il libro è consultabile presso l'Emeroteca del CONI di Roma, la Biblioteca Universitaria Estense di Modenae la Biblioteca Nazionale Centrale di Firenze.
- Carlo Fontanelli, Annogol 1928-29, Empoli (FI), Geo Edizioni S.r.l.,  p. 68.